# Operace Compass
Operace Compass byla první velká spojenecká ofenzíva v Severní Africe. Jejím cílem bylo vyhnat Italy z Egypta, kteří jej napadli 13. září 1940. Ofenzíva nakonec skončila drtivým vítězstvím spojenců, kteří dobyli zpět Egypt a obsadili italskou kolonii Kyrenaiku. K porážce Italů přispěla jednak špatně naplánovaná obrana a jednak naprostý nedostatek tanků schopných čelit britským protějškům.
Britové však tohoto úspěchu nevyužili a místo aby vyhnali Italy z Afriky, tak se rozhodli, i přes varování generála O'Connora, poslat většinu sil na již téměř marnou obranu Řecka. V březnu, když na africký kontinent připlul německý Afrikakorps v čele s Erwinem Rommelem, se šance Britů na rychlé ovládnutí Severní Afriky zcela rozpadly.

## Průběh

### Předehra
10. června 1940 vstoupila Itálie do války a napadla jižní Francii. Šlo o zcela neúspěšný vpád, který ukázal obrovské nedostatky Italských vojenských sil, a to jak v oblasti vybavení, tak v oblasti strategie a taktiky. Mussolini však i přes tyto skutečnosti přikázal porazit Brity ve Východní a Severní Africe.
3. srpna 1940 vpadly Mussoliniho jednotky do Britského Somálska a přemohly slabou posádku, čítající pouhých 1 500 vojáků. De facto šlo o jediný úspěch Itálie za celé období války. Za méně než jeden rok však Britové znovudobyli ztracené území a dokonce obsadili zbývající italské kolonie Etiopie, Eritrea a Italské Somálsko.
13. září 1940 vpadly síly italské 10. armády do Egypta a zatlačily Brity až k Sidi Barrani. Tam však generál Graziani, velitel italské 10. armády, svou ofenzivu zastavil. Nacházel se před otevřenou pouští, jež byla doménou pohybové války obrněných jednotek. Italské tanky byly proti britským beznadějně zastaralé a Britové jich měli dvojnásobný počet. Italové vybudovali na jih od Sidi Barrani množství opevněných táborů a Graziani začal plánovat nový postup. Nyní však byli na řadě Britové. 36 000 mužů a 300 tanků Britské pouštní armády se připravovalo na protiútok.

### Útok

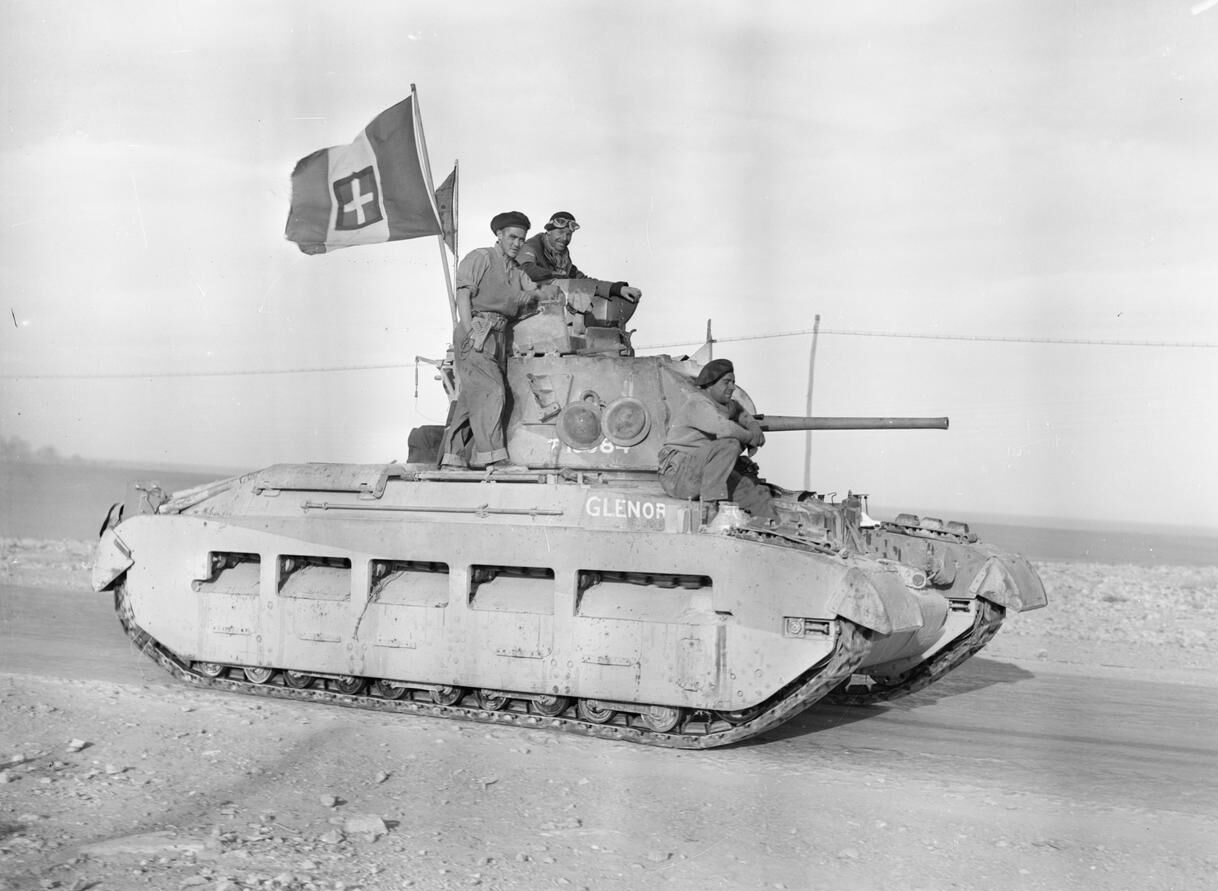
Britský tank Matilda s ukořistěnou Italskou vlajkou

Poté, co útok Grazianiho a jeho 10. armády ztroskotal, zahájili Britové protiofenzívu. Problém italské obrany spočíval v přílišné vzdálenosti mezi obrannými tábory, které se nemohly vzájemně podporovat. Britská vojska měla početní převahu v tancích, navíc britské tanky Matilda byly slabými protitankovými děly Italů prakticky nezničitelné.
Britové pod velením generálporučíka O'Connora zaútočili 9. prosince 1940 na zranitelnou mezeru mezi dvěma opevněnými tábory, za nimi se obrátili a obklíčili je. Během útoku zajali téměř 40 000 Italů a dalších 70 000 u Bardíje a Tobruku. Potom O'Connor vyslal motorizované jednotky přes poušť do Beda Fomm, aby přerušily ústupové komunikace Italů a zpečetily jejich osud.
Jednalo se o jednu z největších porážek italských vojsk ve druhé světové válce.